# Diborure de magnésium
Le diborure de magnésium est un composé ionique de formule MgB2. Il s'agit d'une céramique présentant une phase supraconductrice en dessous d'une température critique de 39 K (−234 °C), la plus élevée pour les matériaux supraconducteurs dits « conventionnels », c'est-à-dire relevant de la théorie BCS.
Il s'agit cependant d'un matériau supraconducteur conventionnel atypique dans la mesure où il existe deux populations d'électrons distinctes au niveau de Fermi, l'une (sigma liante) étant bien plus supraconductrice que l'autre (pi liante), ce qui s'écarte significativement du modèle reposant sur le couplage des électrons par phonons dans le cadre de la théorie BCS, laquelle prévoit que tous les électrons se comportent de la même manière. La supraconductivité du diborure de magnésium a en effet été initialement abordée comme celle des métaux plutôt que comme celle des cuprates.

## Structure
La structure du diborure de magnésium est constituée de feuillets d'atomes de bore, similaires à ceux du graphite, entre lesquels sont intercalés des atomes de magnésium. Cette structure est très similaire à celle du diborure d'aluminium ou du diborure de manganèse.

## Propriétés
Les propriétés électromagnétiques du diborure de magnésium varient fortement en fonction de la stœchiométrie, de la pureté et du mode de production du matériau. La plupart de ces propriétés sont anisotropes en raison de la structure en couches. Les composants altérés, par exemple avec des oxydes aux interfaces entre cristaux, ont un comportement différent des composants purs.
MgB2 est un supraconducteur de type II, c'est-à-dire qu'un champ magnétique croissant pénètre progressivement à l'intérieur du matériau.
- La température critique maximum est TC = 39 K.
- La densité de courant critique maximum est JC = 105 A·m-2 à 20 T, JC = 106 A·m-2 à 18 T, JC = 107 A·m-2 à 15 T, JC = 108 A·m-2 à 10 T, JC = 109 A·m-2 à 5 T[6].
- Le champ magnétique critique maximum HC2 vaut ~14,8 T parallèlement au plan ab, ~3,3 T perpendiculairement au plan ab, jusqu'à 74 T dans les couches minces, jusqu'à 55 T dans les fibres[6].

## Production
Le diborure de magnésium peut être produit de plusieurs manières. La plus simple consiste à faire réagir à haute température du bore et du magnésium réduits en poudre. La réaction commence à 650 °C. Le magnésium métallique fondant à 652 °C, on considère généralement que le mécanisme réactionnel est régulé par la vitesse de diffusion du magnésium liquide à travers la surface des grains de bore. Aux température habituelles, le frittage est très faible mais les grains recristallisent suffisamment pour permettre l'établissement d'un effet tunnel Josephson aux joints de grains.
D'autres procédés existent, tels que l'infiltration liquide réactive du magnésium dans une préforme granulaire de bore pulvérulent ou encore le dépôt hybride physique-chimique en phase vapeur (HPCVD), qui combine les techniques de dépôt physique en phase vapeur (PVD) et de dépôt chimique en phase vapeur (CVD), qui apparaît comme la technique la plus efficiente pour déposer des couches minces de diborure de magnésium, permettant notamment d'obtenir des surfaces de MgB2 lisses, pures et stœchiométriques, condition indispensable à la réalisation de jonctions Josephson uniformes et reproductibles.